# Jack Garratt
Jack Garratt (ur. 11 października 1991 roku w High Wycombe) – brytyjski piosenkarz i multiinstrumentalista.

## Życiorys

### Dzieciństwo
Jack Robert Garratt urodził się 11 października 1991 roku w szpitalu High Wycombe w hrabstwie Buckinghamshire, a dorastał we wsi Little Chalfont. Jego matka była nauczycielką muzyki w szkole podstawowej, a jego ojciec policjantem. W dzieciństwie rodzice posłali syna do szkoły muzycznej.
Pierwszą piosenkę, którą napisał i zagrał na różnych instrumentach, począwszy od gitary, perkusji, fortepianu, skończywszy na harmonijce, mandolinie i ukulele, napisał w wieku dwunastu lat.

### Kariera
We wrześniu 2005 roku wziął udział w brytyjskich eliminacjach do 3. Konkursu Piosenki Eurowizji dla Dzieci, do których zgłosił się z piosenką „The Girl”. Utwór zajął ostatnie, ósme miejsce w finale selekcji po zdobyciu 13 punktów.
Na przełomie 2009 i 2010 roku Garratt podpisał kontrakt z niezależną wytwórnią muzyczną. Niedługo potem zaczął pracę nad materiałem na swoją debiutancką płytę studyjną. W marcu 2012 roku wystąpił podczas audycji BBC Three Counties Radio, będącej częścią projektu BBC przedstawia....
Pod koniec października 2014 roku premierę miały dwa minialbumy piosenkarza zatytułowane Remnants i Remnix. W tym samym roku ukazał się jego singiel „The Love You’re Given”, który zwiastował jego pierwszą płytę długogrającą. Rok później premierę miały cztery kolejne single z krążka:  „Chemical”, „Weathered”, „Breathe Life” i „Worry”, a także trzy EP-ki: BBC Music: Huw Stephens Session, Synesthesiac i Apple Music Festival: London 2015. 19 lutego 2016 roku ukazał się jego debiutancki album studyjny zatytułowany Phase. W tym samym ukazały się dwa ostatnie single promujące krążek: „Surprise Yourself” i „Far Cry”.

## Dyskografia

### Albumy studyjne
| Tytuł | Szczegóły                                                                           |
| ----- | ----------------------------------------------------------------------------------- |
| Phase | - Wydany: 19 lutego 2016 - Wytwórnia: Island Records - Format: digital download, CD |

### Minialbumy (EP)
| Tytuł                             | Szczegóły                                                                             |
| --------------------------------- | ------------------------------------------------------------------------------------- |
| Remnix                            | - Wydany: 28 października 2014 - Wytwórnia: Island Records - Format: digital download |
| Remnants                          | - Wydany: 28 października 2014 - Wytwórnia: Island Records - Format: digital download |
| BBC Music: Huw Stephens Session   | - Wydany: 11 kwietnia 2015 - Wytwórnia: Island Records - Format: digital download     |
| Synesthesiac                      | - Wydany: 12 kwietnia 2015 - Wytwórnia: Island Records - Format: digital download     |
| Apple Music Festival: London 2015 | - Wydany: 14 October 2015 - Wytwórnia: Island Records - Format: digital download      |

### Single
| 2014                                                                     | „The Love You’re Given” | —   | —  | Phase |
| 2015                                                                     | „Chemical”              | —   | —  | Phase |
| 2015                                                                     | „Weathered”             | —   | —  | Phase |
| 2015                                                                     | „Breathe Life”          | 183 | —  | Phase |
| 2015                                                                     | „Worry”                 | —   | 64 | Phase |
| 2016                                                                     | „Surprise Yourself”     | —   | —  | Phase |
| 2016                                                                     | „Far Cry”               | 74  | 2  | Phase |
| "—" oznacza, że singiel nie był wydany lub notowany na listach przebojów |                         |     |    |       |

## Nagrody i nominacje
| Rok  | Organizacja | Nagroda         | Praca  | Rezultat  |
| ---- | ----------- | --------------- | ------ | --------- |
| 2015 | BBC         | BBC Introducing | On sam | Wygrana   |
| 2015 | Brit Awards | Critics’ Choice | On sam | Wygrana   |
| 2015 | MTV UK      | Nowa marka 2016 | On sam | Nominacja |
| 2015 | BBC         | Sound of 2016   | On sam | Wygrana   |